# Fan rice

Fan rice do grupo de ídolos EXO

Fan rice, normalmente pilhas de sacos de arroz decorado com fitas e fotos, são presentes que fãs de K-pop dão para os seus artistas favoritos. A quantidade de arroz doado pode variar entre alguns kg e várias toneladas.

## Historia
A primeira instância de arroz doado foi no concerto de Shin Hye-sung em 11 de agosto de 2007. A tendência começou no final dos anos 2000, quando os fãs começaram a enviar alimentos para seus artistas favoritos, e decolou em 2011. Hoje, existem empresas inteiras dedicadas à doação de arroz de fã na Coreia do Sul.

## Características
Os fãs de K-pop compram sacos de arroz e doam a seus artistas favoritos. Antes de grinaldas de arroz apareceram, os fãs compravam para enviar buquês de flores. O arroz é envolvido em sacos de 20kg, dispostos em "torres" por empresas dedicadas que compram o arroz dos agricultores locais e transportam até os locais de acordo com as ordens dos fã-clubes. Os fãs frequentemente escrevem mensagens especiais ou pessoais para os sacos ou anexam fotos com eles. Doar arroz indica que os fãs assumem uma maior responsabilidade social além de mostrar o seu respeito e apoio aos seus artistas favoritos. O envio de sacos de arroz para locais também apareceram no Japão, como parte da onda de K-pop.

## Maiores doações de arroz dos fãs
A partir de 2013, o registro de arroz de fã doado para um evento de celebridades, foi realizado pelo fã clube do 2PM, onde os fãs de diferentes países doaram 28,088 toneladas de arroz para o seu concerto.
Para o concerto do cantor Rain, The Best Show Asia Tour, seu fã-clube coreano "Cloud Coreia" doou coletivamente 3,61 toneladas de arroz.